# Ovenna subgriseola
Ovenna subgriseola is een vlinder uit de familie van de spinneruilen (Erebidae), onderfamilie beervlinders (Arctiinae). De wetenschappelijke naam van de soort werd voor het eerst geldig gepubliceerd in 1912 door Embrik Strand.
Deze nachtvlinder komt voor in tropisch Afrika.